# ハーレムビートは夜明けまで
『ハーレムビートは夜明けまで』（ハーレムビートはよあけまで）は、高嶋上総による漫画、およびこれを原作とするCDドラマ作品。
角川書店発行の『月刊Asuka』に連載。単行本全5巻、ドラマCD3枚が発売されている。

## あらすじ
結婚式当日、ペットの猫・レヴンと共に人間界へと逃亡してきた魔界の王子・カイト。人間界では高校生のヤマト（カイト）と羽賀先生（レヴン）に姿を変え、自由かつ地味に暮らす毎日。しかし、魔界の3人の追手、蒼夜・冬真・太樹や、カイトの婚約者・杉田先生（ヴィータ王女）が、ヤマトを追って人間界へやってきた！

## 登場人物
九条ヤマト（くじょう ヤマト）/カイト王子
声：岸尾大輔
主人公。魔界の王子。背中に紋章を持つ。体格のいい女子が好み。結婚が嫌で人間界に逃げ出す。魔界では黒髪で体格の良い美青年だが、人間界では茶髪の小柄な少年になっている。
羽賀逸美（はが いつみ）/レブン
声：桑島法子
ヒロイン。魔界では猫の姿をしているが、人間界ではクールな黒髪の爆乳美人の保健医になっている。ヤマト（カイト）に惚れているが、蒼夜といい感じになりつつある。
朝倉太樹（あさくら たいき）
声：諏訪部順一
優しくてのほほんとした性格。ヤマトの親友。実はヤマトを追ってきた人物の一人。
如月冬真（きさらぎ とうま）
声：高橋広樹
無口で気が短い性格だが仲間思いの少年。実はヤマトを追ってきた人物の一人。
蒼夜（そうや）
声：三木眞一郎
ナンパな性格の用務員。羽賀（レヴン）にお熱。実はヤマトを追ってきた人物の一人で3人組のリーダー格。
国立美景（くにたち みかげ）
声：堀江由衣
一方的に太樹に思いを寄せる後輩。ヤマトを敵視している。
杉田（すぎた）/ヴィータ王女
声：松井菜桜子
魔界ではカイトの許婚。結婚式から逃げ出したカイトを探しに教師になった。